# Spirostreptus setosus
Spirostreptus setosus är en mångfotingart som beskrevs av Voges 1878. Spirostreptus setosus ingår i släktet Spirostreptus och familjen Spirostreptidae. Inga underarter finns listade i Catalogue of Life.